# آسپلوندیا النی
آسپلوندیا النی (نام علمی: Asplundia allenii) نام یک گونه از division پیدازادان است.